# Houston: We Have a Drinking Problem
Houston: We Have a Drinking Problem is het debuutalbum en de tweede uitgave van de Amerikaanse rockband Bad Astronaut. Het album werd uitgegeven op 15 oktober 2002 via Honest Don's Records, een sublabel van het grotere Fat Wreck Chords dat het volgende album van de band heeft uitgegeven. De titel van het album verwijst naar "Houston, we've had a problem", een bekende zin die commandant Jim Lovell sprak naar aanleiding van een explosie aan boord van Apollo 13.

## Nummers
Het album bevat twee covers, namelijk de nummers "Break Your Frame" van Armchair Martian en "Solar Sister" van The Posies. 
1. "These Days" - 4:17
2. "Clear Cutting" - 1:40
3. "Single" - 3:01
4. "Break Your Frame" - 3:20
5. "Disarm" - 4:26
6. "Not a Dull Moment" - 2:36
7. "You Deserve This" - 3:05
8. "If I Had a Son" - 3:52
9. "Solar Sister" - 3:18
10. "Off the Wagon" - 3:09
11. "Another Dead Romance" - 3:29
12. "Killers and Liars" - 3:04
13. "Our Greatest Year" - 3:44
14. "The Passenger" - 4:03

## Band
- Marko 72 - basgitaar
- Derrick Plourde - drums
- Thom Flowers - gitaar, zang
- Jonathan Cox - keyboard
- Todd Capps - keyboard, zang